# ريجنالد فرانكلين
ريجنالد فرانكلين (30 أبريل 1880 في المملكة المتحدة - 25 يونيو 1957 في المملكة المتحدة) (بالإنجليزية: Reginald Franklin)‏ هو لاعب كريكت بريطاني وبريطاني (وحمل سابقاً جنسية المملكة المتحدة لبريطانيا العظمى وأيرلندا). لعب مع نادي وارويكشاير للكريكيت ‏.

## وصلات خارجية
- ريجنالد فرانكلين على موقع إي آس بي آن كريك إنفو (الإنجليزية)